# 鹿島保夫
鹿島 保夫（かしま やすお、1924年1月17日 - 1976年10月29日）は、ロシア文学者。
東京出身。早稲田大学露文科卒。新日本文学会、ソビエト研究者協会などに所属。「ソヴェト芸術論争」をまとめた。

## 翻訳
- モスクワを遠くはなれて 第1－3巻 ヴァ・アジャーエフ 黒田辰男、丸山政男共訳 創芸社 1951－52
- 北極物語 ゴルバートフ 青銅社 1952 (青銅選書)
- 孤独 ニコライ・ヴィルタ 1953 (青木文庫)
- ソヴェトの国民教育 メディンスキィ 理想社 1954
- 社会思想と無神論 ヴェ・イ・プロコフイエフ 新興出版社 1954
- 詩はいかにつくるべきか マヤコフスキー 未来社 1954 (未来芸術学院)
- 短篇小説作法 アントーノフ 未来社 1954 (未来芸術学院)
- 社会主義リアリズムの道 シーモノフ,フアジェエフ 江川卓共訳 未来社 1954 (未来芸術学院)
- 作家の仕事 エレンブルグ 未来社 1954 (未来芸術学院)
- ソヴェト芸術論争 江川卓共編訳 1954 (青木文庫)
- 文学修業 オストロフスキイ 未来社 1954 (未来芸術学院
- ソヴェト文学運動史 ヴェ・イワノフ 江川卓共訳　1955 (青木文庫)
- 私のアメリカ発見 ヴェ・ヴェ・マヤコフスキー 和光社 1955 (現代選書)
- 芸術の認識と典型 編訳 未来社 1955 (未来芸術学院)
- パパもどってきてよ ニーナの日記 ニーナ・コスチェリーナ 合同出版 1965　「ニーナの日記」角川文庫
- びっこのチムール / ボロディン 平凡社 1966 (征服者 ; 4)
- サマルカンドの星 / ボロディン 平凡社 1966 (征服者 ; 5)
- エレンブルグ文学芸術論集  至誠堂 1968

## 参考
- 日本人名大辞典